# Lilly Braumann-Honsell

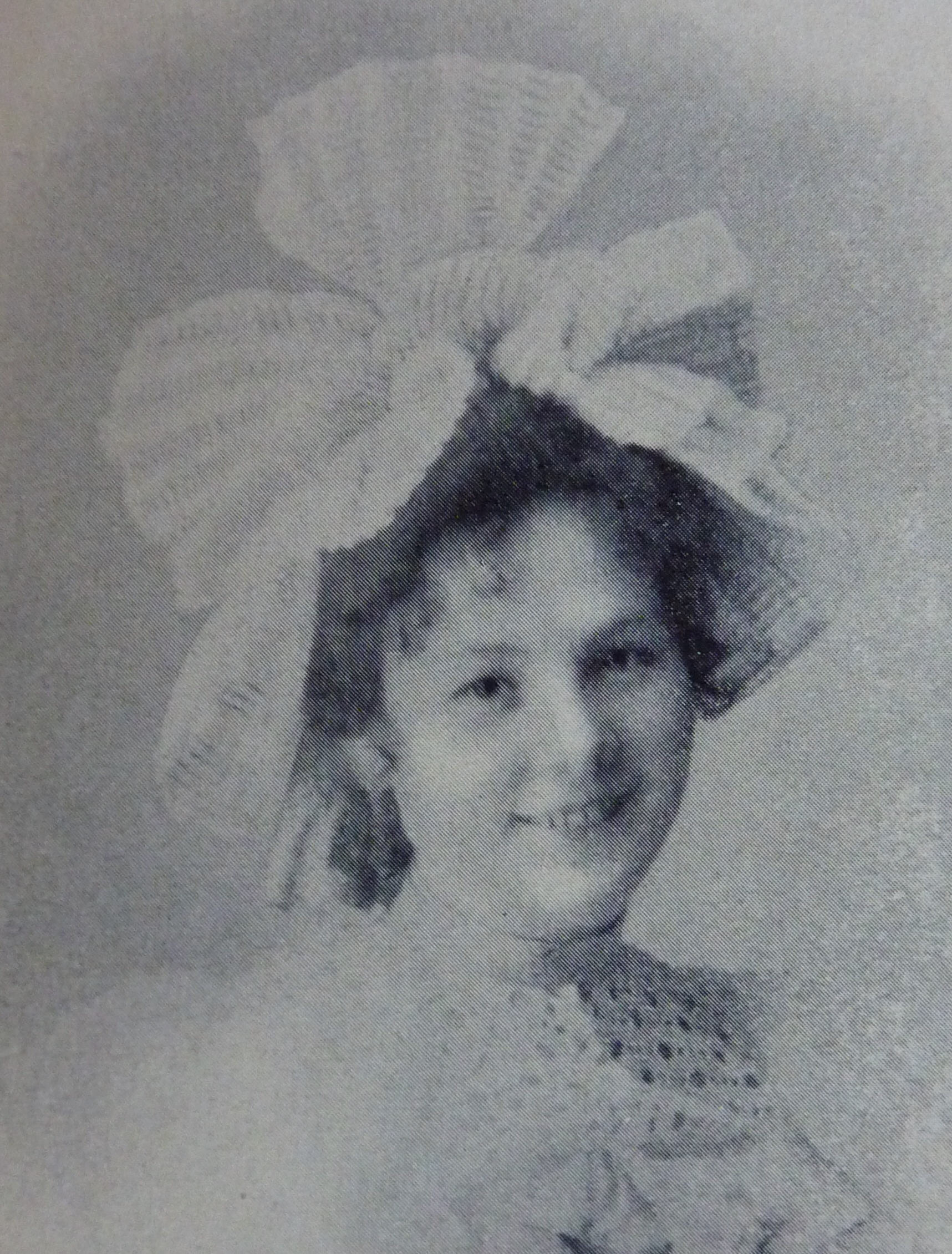
Lilly Honsell im Alter von 17 Jahren

Lilly Braumann-Honsell (* 19. April 1876 als Maria Luise Honsell in Konstanz; † 25. Mai 1954 auf der Insel Reichenau) war eine deutsche Autorin, Seglerin und Reisende durch Europa, Nordafrika und Nordamerika. Ihr Werk ist geprägt durch die Landschaft des Bodensees, den alemannischen Kulturkreis und ihre Herkunft aus bürgerlicher badischer Familie mit langer Tradition.

## Leben

### Bürgerliche Herkunft
Lilly Honsell war die zweite Tochter des Konstanzer Arztes Adolf Honsell (1840–1896) und der Lina, geb. Seiz. Sie absolvierte ihre Schulzeit in der „Töchterschule “in Konstanz und im Großherzogin-Viktoria-Pensionat in Karlsruhe. Sie erlebte die Seegfrörne von 1880 und wurde schon in ihrer Kindheit durch ihren Vater zum Segeln auf dem Untersee des Bodensees animiert.
Die Familie besaß ein Ferienhaus (Markusstraße 15) auf der Insel Reichenau, das spätestens seit 1880 mit einem kleinen Privathafen ausgestattet war. Ein Onkel des Mädchens, Eugen Zardetti aus Bregenz, war Eigentümer der ersten privaten Dampfyacht auf dem Bodensee, der Passe Temps. Lilly Braumann-Honsell gilt als die erste aktive Seglerin, die für den Bodensee nachgewiesen ist. Lilly Braumann-Honsell verfasste mehrere Bücher über das Leben am Bodensee.
Der Wasserbauingenieur und badische Finanzminister Max Honsell war ihr Onkel. Ihre Cousine Dorle Honsell heiratete den Schriftsteller Ludwig Finckh, der sich nur wenige Kilometer weiter am Untersee (Bodensee) niedergelassen hatte.

### Wanderleben
Durch ihre erste Ehe im Jahr 1896 mit dem Amtsrichter Gustav Waag blieb sie in Süddeutschland, durch ihre zweite Ehe im Jahr 1909 mit Friedrich Braumann kam sie nach Magdeburg und später Berlin. Sie zog 1919, am Ende des Ersten Weltkriegs, auf die Insel Reichenau. Ihr Mann starb im Jahr 1919 im Reservelazarett in Konstanz.
Nach zwei Ehen mit eigenem Dienstpersonal lebte sie nun in Armut. Durch Reisen nach Italien und als Buch-Kioskverkäuferin auf Hapag-Lloyd-Schiffen nach New York erweiterte sie ihren Horizont. Sie baute sich auf dem Feriengrundstück ihrer Eltern ein Haus.

### Unruhige Zeiten
Nachdem sie sich zustimmend zu Johann Georg Elsers Attentat auf Adolf Hitler geäußert hatte, wurde Lilly Braumann-Honsell durch Denunziation bei der Gestapo für einen Tag verhaftet, von einem befreundeten Arzt der Familie als ungefährlich bezeichnet und wieder frei gelassen. Sie war nicht Mitglied der Reichsschriftkammer, wurde aber auch nicht in der Liste des schädlichen und unerwünschten Schrifttums aufgeführt. Die Neuauflage ihres Werks Kleine Welt – große Welt kam während der Zeit des Nationalsozialismus nicht mehr zu Stande.

Braumann-Honsell schrieb: 

„1938 ‚Kleine Welt - große Welt, Frauen erleben ein Jahrhundert am Bodensee‘, einen Roman, dessen Neudruck aber bald vom Propagandaministerium verboten wurde, nachdem ich 1939 von der Gestapo ins Gefängnis gebracht worden war und nach der Freilassung unter dauernder Kontrolle stand.“

Am 17. Mai 1945 musste sie wie die Bevölkerung auf Geheiß der Militärverwaltung die Insel Reichenau für Wochen verlassen.

### Rehabilitierung
Nach dem Zweiten Weltkrieg wurde ihr in der Französischen Besatzungszone die Veröffentlichung ihrer Bücher genehmigt. Sie lebte auf der Reichenau unterhalb des heutigen Lilly-Braumann-Honsell-Weges in einem Haus, das sie auf dem Gelände der ehemaligen Familienferienstätte ihrer Konstanzer Eltern erbaut hatte.

## Ehrungen
Nach Lilly Braumann-Honsell ist der Lilly-Braumann-Honsell-Weg auf der Reichenau benannt.
Zu ihrem 70. Geburtstag und zu ihrem 75. Geburtstag erschienen Festschriften.
Ihrem letzten Wunsch gemäß wurde nach ihrem Tode ihre Asche mit behördlicher Sondergenehmigung im Untersee verstreut.

## Werke

### Veröffentlichte Werke
- Prinzessinnenstündle (Märchen von der Reichenau), 1940. Erstmals 1913 erschienen.
- Ein deutsches Herz in großer Zeit. Tagebuchblätter und Briefe eines jungen Mädchens vor und während der Kriegszeit, 2. Auflage. Loewe, Stuttgart 1915 (Digitalisat) (Erstmals 1914 erschienen).
- Das Volkstum und Leben der Reichenau. In: Die Kultur der Abtei Reichenau. Erinnerungsschrift zur zwölfhundertsten Wiederkehr des Gründungsjahres des Inselklosters 724–1924. 1925, Teilband 2, S. 1052–1076.
- Bodensee ahoi! Mit 11 Kunstdrucktafeln. (Segelturn von der Reichenau, unter der Rheinbrücke nach Konstanz, Überlingen, Friedrichshafen, Lindau, Bad Schachen, Rorschach, Allensbach, Stein am Rhein. Eine Rundfahrt aus Seesicht im Plauderton.) Oberbadische Verlagsanstalt Merk & Co., K.-G., Konstanz 1947. Erstmals 1936 erschienen.
- Kleine Welt – Große Welt. Frauen erleben ein Jahrhundert am Bodensee. Mit 24 Kunstdrucktafeln. (Lebensweise der Frauen der gehobenen Gesellschaftsschicht im 19. Jahrhundert von der Ururgroßmutter bis zur Zeit von Braumann-Honsell. Schwerpunkte Konstanz und Reichenau.). Verlagsanstalt Merk & Co., Konstanz 1951. ISBN 3-922305-02-4. Erstmals 1938 erschienen und 1951, 1981 und 1988 wieder aufgelegt.
- Autour du Lac de Constance. 1947. (Französische Übersetzung von Bodensee ahoi!)
- Meister Lang und seine Uhren. 1948. (Uhrmacher als Dichter).
- Vom Bodensee zum Mittelmeer. Heitere Reiseerlebnisse im Süden. Verlagsanstalt Merk & Co., Konstanz 1949. (Mittelmeer im Vergleich zum Bodensee).

### Unveröffentlichte Werke
- Die Kette. (Familienroman für die Zeit von 1910 bis 1930).
- Kochrezepte, Liebesbriefe und Ehe. (Novelle).
- Was Wind und Wellen wissen. (Bodensee).
- Opfer. (Schauspiel).
- Mensch sein. (Schauspiel).
- Das Recht auf Lüge. (Schauspiel).
- Svanhilda. (historisches Schauspiel).
- Erlebte Jahreszeiten. (Gedichte über den Bodensee).

Quelle: